# Distinguished Service Medal (Royaume-Uni)
Ne doit pas être confondu avec Distinguished Service Medal.
La Distinguished Service Medal (DSM) était une décoration militaire décernée au personnel de la Royal Navy et d'autres Forces armées britanniques, et autrefois au personnel d'autres pays du Commonwealth, pour un ou des actes de vaillance, de courage ou de dévouement accomplis en mer, au cours d'opérations actives contre l'ennemi. La distinction a été supprimée en 1993 lorsque tous les grades sont devenus éligibles pour la Distinguished Service Cross dans le cadre de la réforme du système honorifique britannique.

## Histoire
La médaille a été créée le 14 octobre 1914 pour récompenser les personnels non éligibles à la Distinguished Service Cross, cette dernière étant réservée aux officiers et aux sous-officier d'un grade supérieur à Chief Petty Officer (ce dernier étant cependant également éligible à la DSM). Les récipiendaires de la médaille étaient autorisés à faire suivre leur nom du sigle "DSM".
En 1940, l'éligibilité à la médaille a été entendue aux personnels de la Royal Air Force servant dans la flotte, puis en 1942 aux personnels de la british Army et de la marine marchande servant à bord de navires de la flotte, par exemple pour la défense antiaérienne.
En 1979, l'éligibilité à un certain nombre de récompenses britanniques, y compris la Distinguished Service Medal, a été étendue pour permettre des récompenses posthumes. Jusque-là, seule la Victoria Cross et une Mention in dispatch pourrait être décernée à titre posthume. En 1993, la DSM a été supprimée, dans le cadre de la révision du système britannique des distinctions honorifiques, qui recommandait de supprimer les distinctions de rang en ce qui concerne les récompenses pour bravoure. Depuis lors, la Distinguished Service Cross, auparavant réservée aux officiers et aux Chief Petty Officer, peut être décernée au personnel de tous les grades.La DSM a également été décernée dans les années 1990 par les pays du Commonwealth avant que ceux-ci n'utilisent leurs propres systèmes honorifiques et délaissent peu à peu les distinctions britanniques.
De 1914 à 1993, environ 11 311 médailles et 227 barrettes de récompenses multiples ont été décernées.
| Période   | Médailles | 1ère barrette | 2e barrette | 3e barrette |
| --------- | --------- | ------------- | ----------- | ----------- |
| 1914-1919 | 4100      | 67            | 2           | -           |
| 1920-1938 | 10        | -             | -           | -           |
| 1939-1945 | 7132      | 153           | 4           | 1           |
| 1946-1993 | 69        | -             | -           | -           |
| Total     | 11311     | 220           | 6           | 1           |

## Description
La Distinguished Service Medal est une médaille circulaire en argent de 36 millimètres de diamètre. L'avers de la médaille représente l'effigie du souverain britannique régnant. Ainsi, entre 1918 et 1993, cinq versions ont existé :
- George V (1914-1936)
- George VI avec inscription "Empereur des Indes" (1938-1949)
- Georges VI sans inscription "Empereur des Indes" (1949-1952)
- Élisabeth II 1er type (1952-1957)
- Élisabeth II 2e type (1957-1993)

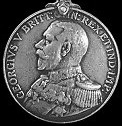
George V 1918-1930.
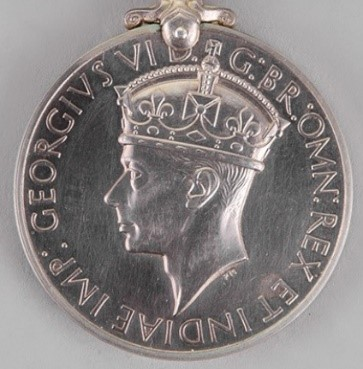
George VI 1938-1949.
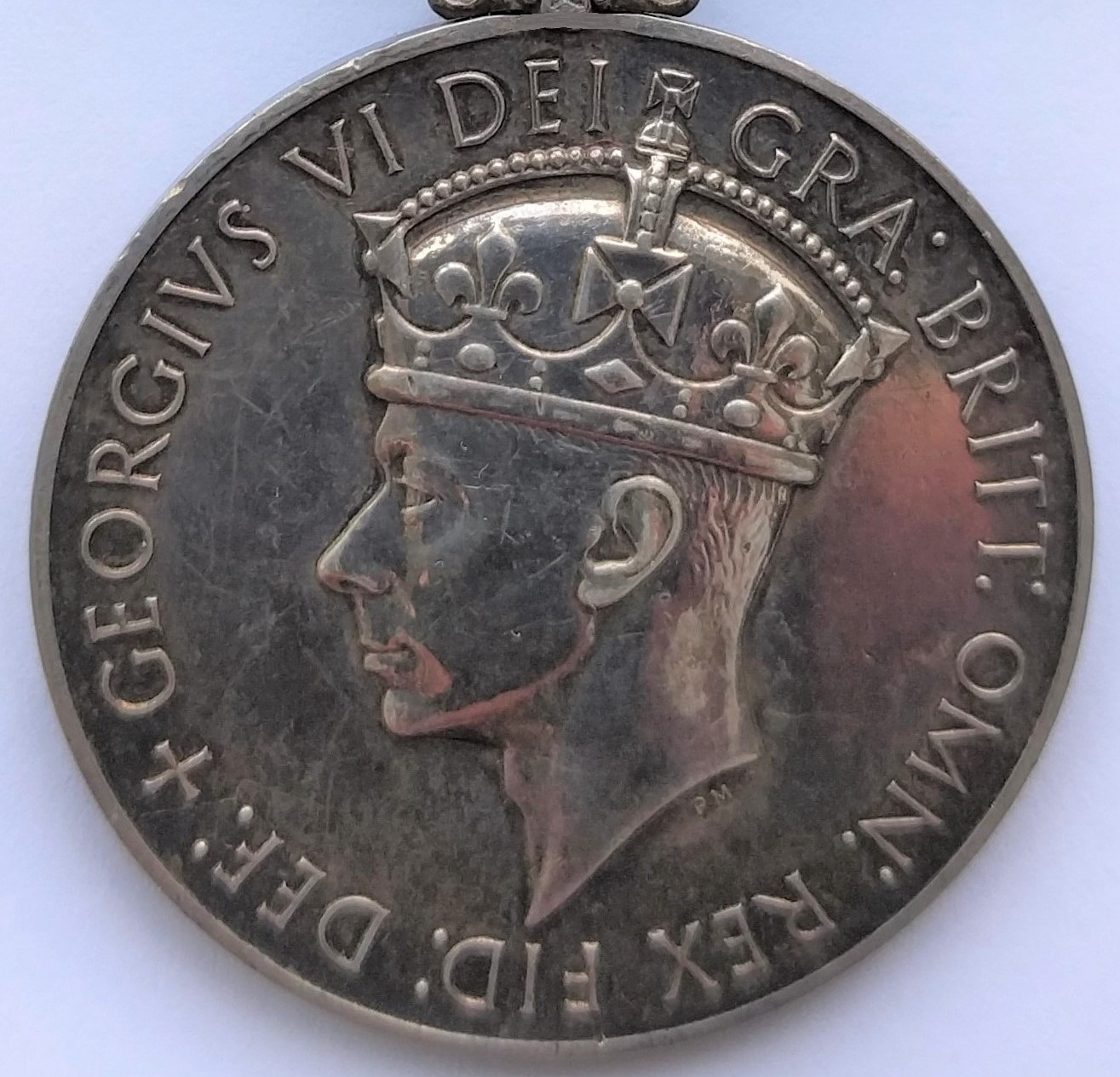
George VI 1949-1952.
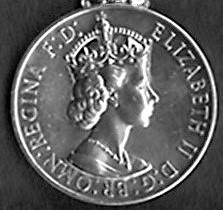
Élisabeth II 1952-1957.
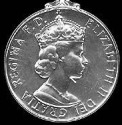
Élisabeth II 1957-1993.

Le revers de la médaille porte l'inscription For distinguished service entourée d'une couronne de lauriers et surmontée d'une couronne impériale. Le ruban, de 32 millimètres de large, est constitué de trois bandes verticales de largeur égale, deux mauves sur les bords et une blanche au centre, celle du centre étant chargée d'une bande plus mince de la même couleur que les bandes extérieures. Lorsqu'un personnel est récompensé plusieurs fois de la DSM, une barrette agrémentée d'une couronne de laurier s'ajoute au ruban à chaque nouvelle distinction. Lorsque la médaille est portée non pendante, la barrette est figurée par une rosette métallique.

Ruban avec rosette métallique.
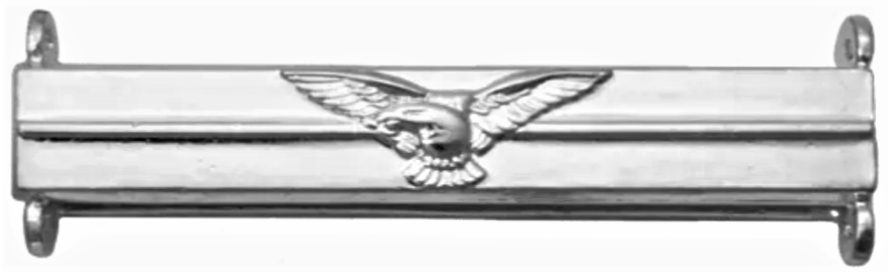
Barrette pour la Distinguished Flying Medal. La barrette pour la DSM est identique mais l'aigle est remplacé par une couronne de laurier.